# Chop Socky Chooks
A Chop Socky Chooks egy 2008-ban bemutatott amerikai–brit–kanadai animációs sorozat, amely ötletgazdája és megalkotója Sergio Delfino. Magyarországon szintén 2008-ban volt a bemutatója a Cartoon Networkön. A magyar Cartoon Network egészen 2018 márciusáig sugározta a sorozatot, éjjelente.

## Cselekmény
A sorozat főhősei Csipi, Chuckie Chan és KO Joe, akik kungfu tudásukat latba vetve próbálják megállítani a gonosz ebihal, Doktor Wasabi világuralomra tett kísérleteit, otthonuk Wasabi Pláza emeletein.

## Szereplők
- Csipi – Éleseszű és kitűnő harcos; Csipi bármilyen tárgyat fegyverré tud alakítani. Személyes ellentét feszül közte és Wasabi között. Mindig egy lépéssel a gonosz doktor előtt jár.
- KO Joe – Dörzsölt fickó, szava mézes-mázas; senki sem gondolná KO Joe-ról, hogy egy keményöklű igazságosztóval került szembe. Nagystílűségénél csak a haja nagyobb, a szíve pedig jóságos. Nemes lelke és erős igazságérzete a Wasabi Plázában élő gyerekek példaképévé tette.
- Chuckie Chan – Kiskora óta egy távoli kolostorban képezték: Chuckie Chan bölcs és tanult mester, aki a kungfu igaz útját követi a megvilágosodás felé. Ezen az úton egyedi, misztikus képességekre tett szert. Mindig nyugodt, figyelmes és óvatos, harcművészetét pedig senki sem éri utol.
- Doktor Wasabi – Egy megalomániás pszichopata, aki azt képzeli magáról, hogy nála nagyobb üzletember nem létezik a világon. Kimeríthetetlen gazdagságával és ördögi terveinek végeláthatatlan sorával doktor Wasabi a Wasabi Pláza tetején lévő akváriumából vasököllel uralkodik a Wasabi Plázán.
- Bubba – Doktor Wasabi jobbkeze. A nehézkesen mozgó, 300 kilós albínó gorilla agya kicsi, de szíve annál nagyobb, és legjobb tudása szerint teljesíti Wasabi parancsait. Ostobának tűnhet, de gyermeki ártatlanságában olyan dolgokat vesz észre, amelyeket elkerül a doktor figyelme.
- Nindzsamajmok – Az egyforma fekete ruhát viselő majmok a sötétből támadnak váratlanul, és végrehajtják a gonosz ebihal ördögi kívánságait. Megszámlálhatatlan sokaságuk és villámgyors harcmodoruk félelmetes ellenfelekké teszi őket.

## Szereposztás
| Szereplő      | Eredeti hang      | Magyar hang        |
| ------------- | ----------------- | ------------------ |
| Csipi         | Shelley Longworth | Bogdányi Titanilla |
| KO Joe        | Paterson Joseph   | Seszták Szabolcs   |
| Chuckie Chan  | Rob Rackstraw     | Sótonyi Gábor      |
| Doktor Wasabi | Paul Kaye         | Szatmári Attila    |
| Bubba         | Rupert Degas      | Varga Gábor        |

További magyar hangok
- Bodrogi Attila – Kobi / Kobura (1. hang)
- Bolla Róbert – szőrös szumótesó
- Dögei Éva – rózsaszín szőrmók
- Haagen Imre – Kobi / Kobura (2. hang)
- Honti Molnár Gábor – nindzsamajom, fémfenekű szerzetes
- Joó Gábor - hírolvasó (1. hang)
- Koncz István – fémfenekű szerzetes
- Kiss Virág – Ume, Szende Szirén
- Laudon Andrea – Husi
- Maday Gábor - hírolvasó (2. hang)
- Markovics Tamás – Itchi
- Németh Gábor – Shericon Professzor (1. hang)
- Pál Tamás – Voodoo Kickboxer edzője
- Pálmai Szabolcs – Raco
- Pupos Tímea –  Cho, Oni / Vérszem
- Renácz Zoltán – Stroose
- Sörös Miklós – nindzsamajom
- Stern Dániel – nindzsamajom
- Szinovál Gyula – Szőrös szumó tesó
- Szűcs Sándor – Fémfenekű szerzetes
- Várday Zoltán – Yoshi mester (1. hang)
- Vári Attila – Bantam
- Versényi László – Yoshi mester (2. hang)

## Epizódok
| Bemutató dátuma | #  | Magyar cím                | Angol cím                             |
| --------------- | -- | ------------------------- | ------------------------------------- |
|                 |    |                           |                                       |
| 2008. 09. 14.   | 01 | Kobura visszavág          | Kobura Strikes                        |
|                 |    |                           |                                       |
| 2008. 09. 06.   | 02 | Görkoris gladiátorok      | Now You Coliseum, Now You Don’t       |
|                 |    |                           |                                       |
| 2008. 09. 07.   | 03 | Álomba merülve            | In Your Dreams                        |
|                 |    |                           |                                       |
| 2008. 10. 05.   | 04 | A hatalmas Bubba          | Big Bad Bubba                         |
|                 |    |                           |                                       |
| 2008. 09. 13.   | 05 | Game over                 | Game Over Chooks!                     |
|                 |    |                           |                                       |
| 2008. 09. 20.   | 06 | Dupla zűr                 | Double Trouble                        |
|                 |    |                           |                                       |
| 2009. 01. 05.   | 07 | A rejtett szint           | The Level That Time Forgot            |
|                 |    |                           |                                       |
| 2009. 01. 06.   | 08 | Karaoke-zombik            | Karaoke Zombies                       |
|                 |    |                           |                                       |
| 2008. 09. 21.   | 09 | Bye-bye, háj!             | Do You Want Thighs With That?         |
|                 |    |                           |                                       |
| 2009. 01. 07.   | 10 | Busidó-babák              | Bushido Babies                        |
|                 |    |                           |                                       |
| 2008. 09. 27.   | 11 | Amíg a víz el nem választ | Speak Now or Forever Hold Your Breath |
|                 |    |                           |                                       |
| 2008. 09. 28.   | 12 | A keszegapa               | The Codfather                         |
|                 |    |                           |                                       |
| 2008. 10. 04.   | 13 | A Bantam jele             | The Mark of the Bantam                |
|                 |    |                           |                                       |
| 2008. 10. 11.   | 14 | Szemtől szemben           | If Looks Could Kill                   |
|                 |    |                           |                                       |
| 2009. 01. 08.   | 15 | Hátsó szándék             | Return the Other Cheek                |
|                 |    |                           |                                       |
| 2009. 01. 09.   | 16 | Bubba bolygója            | Planet of the Bubba                   |
|                 |    |                           |                                       |
| 2009. 03. 11.   | 17 | A szerencse eladó         | His Master’s Choice                   |
|                 |    |                           |                                       |
| 2008. 10. 12.   | 18 | Kígyó az osztályban       | Snake in the Class                    |
|                 |    |                           |                                       |
| 2009. 01. 12.   | 19 | Holdkóros űrutazás        | Appalling 13                          |
|                 |    |                           |                                       |
| 2009. 01. 13.   | 20 | Tömegpusztító futam       | Chooks of Hazard                      |
|                 |    |                           |                                       |
| 2009. 01. 14.   | 21 | A csirke közbelép         | Enter the Chickens                    |
|                 |    |                           |                                       |
| 2009. 01. 15.   | 22 | Rovarinvázió              | Swarm Welcome                         |
|                 |    |                           |                                       |
| 2009. 01. 21.   | 23 | A legnagyobb mutatvány    | The Lamest Show on Earth              |
|                 |    |                           |                                       |
| 2009. 01. 19.   | 24 | Túlélősziget              | Isle Be Seeing You                    |
|                 |    |                           |                                       |
| 2009. 01. 20.   | 25 | Kungfu-kezdetek           | Chop Socky Whoops                     |
|                 |    |                           |                                       |
| 2009. 01. 16.   | 26 | A technika ördöge         | Down the Drain                        |
|                 |    |                           |                                       |